# Cucumber Quest
Cucumber Quest är en tecknad serie som skrivs och tecknas av den amerikanska illustratören Gigi D.G.. Den hade premiär den 3 april 2011, och ges ut på internet med omkring tre nya sidor i veckan. Utöver internet-utgivningen har serien också givits ut i tryckt form från och med 2012, i tre volymer.

## Handling
Serien utspelar sig i en värld kallad Dreamside, befolkad av antropomorfa kaniner och katter. En sådan kanin, en hankanin vid namn Cucumber, ska iväg för att studera på Puffington's Academy när han får ett brev från sin far i det kungliga palatset, där han skriver att drottning Cordelia planerar att återuppväcka Nightmare Knight (sv. "Mardrömsriddaren") och kasta Dreamside i mörker.
Allt Cucumber vill är att gå till skolan, men de vuxna uppmanar honom att istället bege sig ut på ett äventyr och bli en hjälte, trots att hans syster Almond är en mycket bättre kandidat till att bli hjälte. Cucumber blir tvungen att resa genom Dreamsides olika kungadömen tillsammans med den fege sir Carrot och prinsessan Nautilus för att besegra Nightmare Knights så kallade Disaster Masters (sv. "Katastrof-mästare") och rädda Dreamside.

## Produktion och utgivning
Cucumber Quest skrivs och tecknas av den amerikanska illustratören Gigi D.G., och publiceras på internet sedan den 3 april 2011. I nuläget publiceras cirka tre nya seriesidor i veckan. I april 2015 sade hen att hen inte trodde att serien skulle ta slut på åtminstone ytterligare fem år, och att den planerades bli över 1000 sidor lång. Serien var D.G.:s första längre tecknade serie; hen valde mellan att göra Cucumber Quest och en annan serie-idé, men sade i efterhand att det andra projektet skulle ha blivit en katastrof om hen hade valt att göra det. D.G.:s främsta influenser för serien är datorspelsserierna Paper Mario och Kirby, men också av den japanske illustratören Tadahiro Uesugi och den franske Erté.
Cucumber Quest är inte tecknad med konturer, då D.G. inte tycker om det arbetssättet; i april 2015 sade hen att hen inte minns den senaste gången hen tecknade med konturer, och att hen avskyr hur teckning med konturer känns som att hugga teckningen i sten innan hen ens kommer till "den roliga delen". Serien tecknas digitalt med programmet Adobe Photoshop CS5. Seriens manuskript består främst av dialog och enkla anteckningar om figurers handlingar, men är fria från information om kameravinklar och hur serierutorna ska se ut; detta bestäms istället visuellt när D.G. planerar seriesidorna genom miniatyrbilder. Flera förändringar görs även i "sista minuten". Varje sida tar ungefär åtta timmar att producera, från början till slut.
D.G. påbörjade en version av Cucumber Quest redan som barn; hen fick först idén omkring år 2000, och påbörjade serien omkring 2004. Den här versionen hette Kukobu Quest; enligt D.G. berodde detta på att hen var en "anime-unge" och tyckte att "Kukobu" lät "coolt". Det ändrades senare till "Cucumber" (sv. "gurka") då det var det namn på temat mat som lät närmast. Förändringarna är stora mellan Kukobu Quest och Cucumber Quest: varken Nightmare Knight eller Peridot existerade i Kukobu Quest, och Almond var en bifigur som stannade hemma och blev kidnappad. Cordelia var en antagonist redan i den här versionen, men var prinsessa i Doughnut Kingdom. Långt ifrån alla figurer i Kukobu Quest återanvändes i Cucumber Quest; ett exempel på en figur som inte finns med i Cucumber Quest är en kanin vid namn Zion, som D.G. beskriver som att "i grund och botten" ha varit figuren Zelos från datorspelet Tales of Symphonia.

## Mottagande
Cucumber Quest har blivit positivt mottagen av kritiker. Larry Cruz skrev för Comic Book Resources att han tyckte att Cucumber Quest är en "fenomenalt knasig webbserie", och att han uppskattade hur söta figurdesignerna var. Han skrev att medan det skulle kunna vara lätt att avfärda serien som något bara för småbarn på grund av dess "godisfärgade look", är den också fylld med det som har gjort de animerade TV-serierna Äventyrsdags och Powerpuffpinglorna populära även bland vuxna. Han kommenterade hur attraktiva teckningarna är, och uppmärksammade de mjuka färgerna och hur det inte finns några svarta konturer, men också de "djärva och jazziga" teckningarna med skarpa vinklar och hårda kanter då figurerna möter en skurk med musik som tema.
Kyle Smith inkluderade Cucumber Quest på en lista över "de 10 bästa serierna som har inspirerats av datorspel" hos Explosion, och skrev att medan serien finns tillgänglig gratis på internet, är de tryckta böckerna ändå väl värda att köpa. Lauren Davis på IO9 kallade Cucumber Quest "en härlig webbserie för alla åldrar" som "hyllar high fantasy-epik samtidigt som den driver med dess konventioner och den inkonsekventa logiken i dess intriger".

## Media

### Volymer
Utöver utgivningen på internet, ges Cucumber Quest också ut i tryckta samlingsvolymer:
| Nr | Innehåll              | Utgivning |
| -- | --------------------- | --------- |
| 1  | Prolog, kapitel 0     | 2012      |
| 2  | Kapitel 1, mellanspel | 2013      |
| 3  | Kapitel 2, mellanspel | 2015      |

### Art books
En 27-sidig art book vid namn Cucumber Dressed!, med illustrationer av figurer i serien i olika kläder, har givits ut; en utökad version vid namn Cucumber Dressed: Spring 2015, med 48 sidor, gavs sedan ut i samband med den tredje volymen av Cucumber Quest.